# Mimosopsis grahamii
Mimosopsis grahamii là một loài thực vật có hoa trong họ Đậu. Loài này được (A. Gray) Britton & Rose mô tả khoa học đầu tiên năm 1928.